# In a Sentimental Mood
In a Sentimental Mood (englisch: In einer gefühlvollen Stimmung) ist eine Jazz-Komposition von Duke Ellington, die im Jahr 1935 entstand und zunächst von ihm mit seinem Orchester aufgenommen wurde. Später schrieb Manny Kurtz einen Text zum Lied; neben ihm ist Irving Mills als Textautor eingetragen. Der Song entwickelte sich später zum Jazzstandard.

## Entstehungsgeschichte
Laut Duke Ellington, der über die Entstehung seiner Lieder gerne Anekdoten erzählte, komponierte er das Stück in Durham, North Carolina, auf einer Party. Einer von Ellingtons Freunden bekam Streit mit zwei Frauen und um die Stimmung zu beruhigen, spielte Ellington Klavier und komponierte spontan das Lied. Laut dem Ellington-Biographen James Lincoln Collier adaptierte Ellington dabei Motive von Otto (Toby) Hardwick.
Ellington verstand In a Sentimental Mood als „ein Stück über seine eigene Melancholie.“ Kurtz, der im Büro von Mills angestellt war, textete ein Liebeslied über eine unerwartet gefühlvolle Liebe.

## Struktur des Stückes
Das Stück ist in der gängigen Liedform A-A-B-A geschrieben. Die über mehr als eine Oktave aufsteigende Anfangsphrase f-g-a-c-d-f-g „wirkt wie der Inbegriff trivialromantischer Schwärmerei“. Der gesamte A-Teil besteht aus auf- und absteigenden Achtelnoten-Treppen und schwankt zwischen Dur und moll. Der B-Teil ist insgesamt in Dur gehalten.
Die Originalaufnahme entstand am 30. April 1935 als Instrumental mit dem Duke Ellington Orchestra. Sie enthält Solos von Otto Hardwick, Harry Carney, Lawrence Brown und Rex Stewart. Die Einspielung wurde bei Brunswick veröffentlicht und erreichte auf Anhieb Platz 14 der amerikanischen Charts.

## Wirkungsgeschichte
In a Sentimental Mood war während der 1930er Jahre sehr populär. So wurde es auch 1936 von Benny Goodman und dessen Orchester aufgenommen (Platz 13 der amerikanischen Charts); eine weitere Fassung aus dem gleichen Jahr, von der Mills Blue Rhythm Band erreichte Platz 19. Weitere Versionen stammten von Jimmy Dorsey, von Dick McDonough und von Glen Miller. Der Song fungierte damals als Erkennungsmelodie von neun Radio-Shows.
Kritiker lobten auch die Verknüpfung mit dem Text, durch die ein „reizvolles Lied“ Alec Wilder entstand, und kamen zu Urteilen wie „Einfach der schönste Song, der je geschrieben wurde“ und „Der perfekte Soundtrack, um verliebt zu sein.“ Hans-Jürgen Schaal wies auf die entstehende „harmlose Schlagerseeligkeit“ hin. Neuere Versionen legten Billy Joel und Nacy Wilson vor.

## Jazzstandard
Bereits 1937 versuchten sich Django Reinhardt und Stéphane Grappelli an dem Song, ohne dass Reinhardt von den Akkordfolgen des Songs eingeschüchtert war. In den 1940er Jahren gab es nur wenige Aufnahmen des Songs, insbesondere eine von Ellington selbst, die zwar „mit Sopransaxofon und Posaune die Süßlichkeit früherer Interpretationen“ zitiert, jedoch „ständig mit parodistischen oder modernistischen Elementen“ bricht. In der Folge von Einspielungen Anfang der 1950er Jahre durch Art Tatum und Sonny Rollins wird das Stück häufiger im Jazz gespielt: Rollins nimmt es 1953 noch einmal mit dem Modern Jazz Quartet auf. Es folgen Oscar Peterson, Bill Evans und zahlreiche Saxofonisten wie Jerome Richardson, Lucky Thompson, Archie Shepp, Arthur Blythe, Günther Klatt oder Craig Handy.
Nach Ella Fitzgerald hat Sarah Vaughan 1961 eine mustergültige Vokalfassung vorgelegt, begleitet von Mundell Lowe und George Duvivier.
Ellington unterzog den Song mit John Coltrane 1962 einer Revision, veröffentlicht auf dem Impulse! Album Duke Ellington and John Coltrane. Jim Hall hat sich kritisch mit der Struktur des Songs auseinandergesetzt; ebenso hat George Gruntz ihn als Sentimental over Mental Food aufgeführt. Es gibt eine Fassung von Eugene Chadbourne auf LSD C&W: The History of the Chadbournes in America von 1987.